# Яромерж
Я́ромерж (устар. Яромерь; чеш. Jaroměř [ˈjaromɲɛr̝̊], бывш. нем. Josefstadt) — город в Восточной Чехии, находится в 20 км к югу от районного центра г. Наход и от границы с Польшей, в 17 км к северо-востоку от областного центра Градец Кралове и в 135 км на северо-восток от Праги; в месте слияния трёх рек — Лабы, Упы и Метуе на высоте 254 м над уровнем моря. Город имеет площадь 23,95 км². 2 января 2007 года в Яромержи было 12 678 жителей. Географическое положение города — на 50° 21' северной широты и 15° 55' восточной долготы. Местный индекс почты — 551 01.

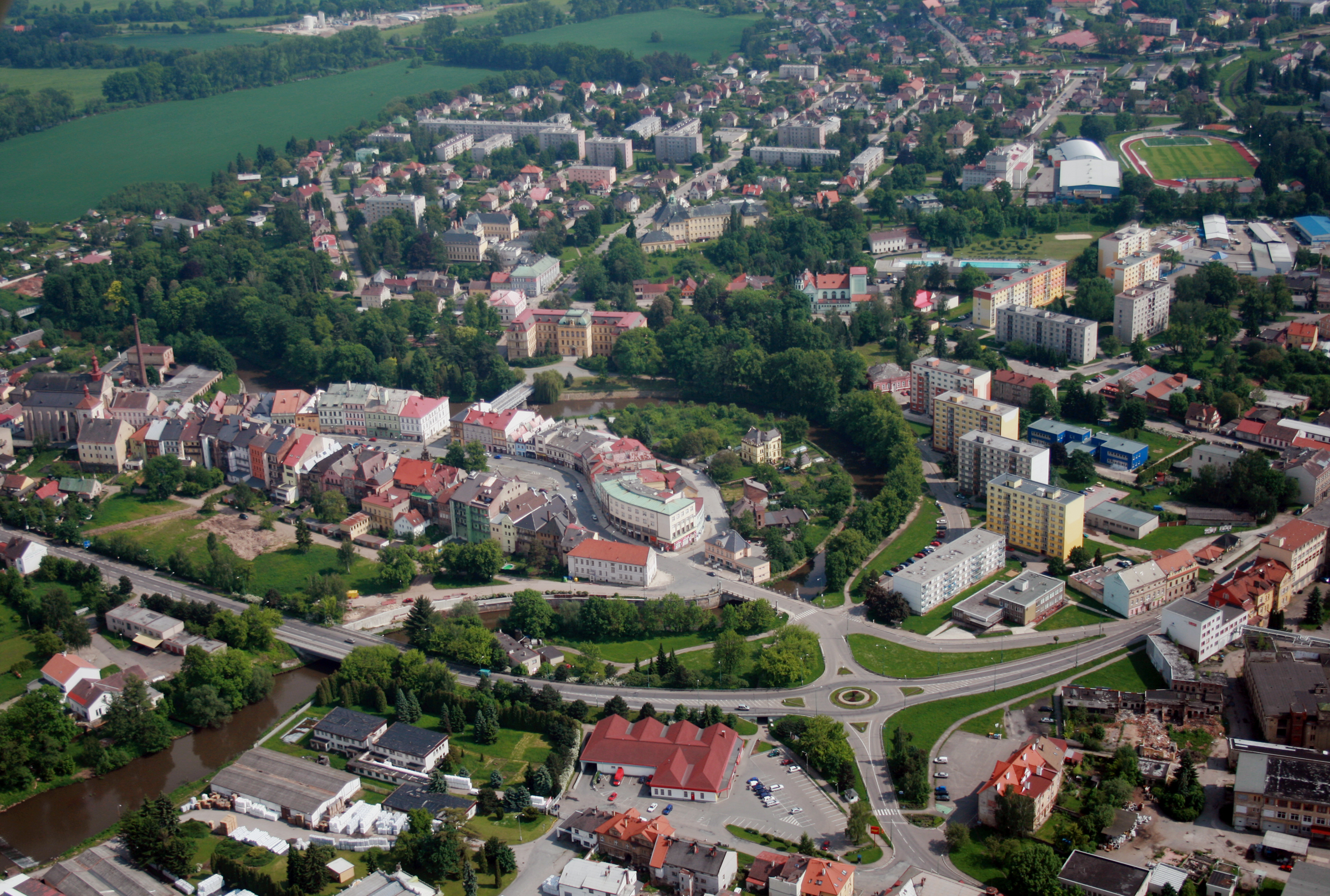
Центр города. Фото с воздуха.

Составной частью Яромержи является исторический город Йозефов (названный в честь императора Иосифа II) с его крепостью.
Историческим центром города является площадь.

## История Яромержи

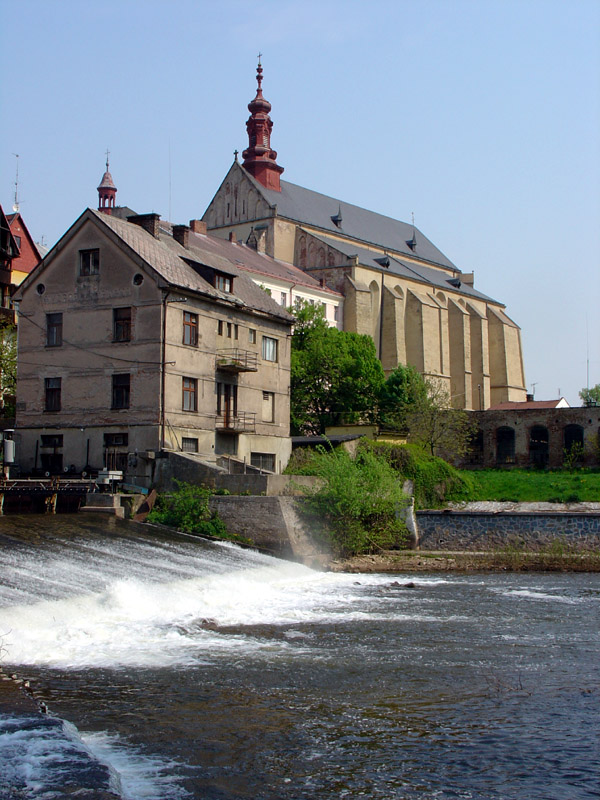

Самая старая часть Яромержи сегодня — исторический центр города, здесь люди постоянно проживали тысячи лет. Развитие ранних средневековых поселений здесь было ещё в начале XI столетия, а название происходит от Jaroměř Přemyslid — князь Яромир. Причём, и в чешском, и в русском языках слово Яромерж женского рода. До революции 1917 года в русской литературе и прессе в сводках с фронта название города по-русски писали: Яромерь. Подобное написание встречается и в романе Я. Гашека о солдате Швейке.
Первое письменное упоминание о Яромержи было в 1126 году как о Королевском городе. Это, вероятно, произошло, после того, как царь Пржемысл Оттокар II основал город на месте бывшего поселения. Первое письменное доказательство существования города относится к 1298 году. Устав 1307 года подтвердил статус Яромержи как города, а также Яромерж стал королевским городом Чехии.
Гуситский период является одной из самых интересных глав в истории Яромержи. В 1421 году город принимает гуситские войска во главе с Яном Жижкой и становится в ближайшие несколько лет верным гуситским городом. Жители города приняли участие в ряде военных кампаний.
В следующие двести лет все были свидетелями экономического процветания города. Мещане были наделены многими привилегиями и льготами. Яромерж в 1547 году выступил в неудачное восстание чехов против короля Венгрии и Богемии Фердинанда I. Победивший горожан правитель наказал их финансовыми санкциями и ограничением на их собственное управление. Дальнейший упадок принесла городу Тридцатилетняя война.
В начале XVIII века около Яромержи было строительство курортного комплекса в Куксе.
После создания в Йозефове крепости в город пришла железная дорога, которая стала важным стимулом для народного хозяйства и дальнейшего развития города. Основными отраслями экономики стали текстильное производство и кожевенное дело, производитство автомобильных запчастей.
В 1948 году Йозефов был объединён с Яромержью. Йозефов как крепость потерял своё военное значение, В Йозефове была отмечена стагнация, которая сопровождается непрерывным сокращением численности населения. После ввода советских войск в Чехословакию в 1968 году здесь был местный военный госпиталь советских войск.

## Достопримечательности города
Наиболее важным памятником является готический собор Николая Чудотворца, богато украшенный главный алтарь которого выполнен в стиле барокко. От средневековых укреплений города остался только один колокол у ворот. Малый готический костёл св. Якоба в Якубской окраине был основан в XIV веке и перестроен в XVI веке. На исторической площади с аркадами доминирует Марианская колонна 1723—1727 годов работы известного скульптора
Матиаша Бернарда Брауна. В мастерской скульптора был выполнен надгробный памятник тёще скульптора — Плачущая женщина, расположенном на кладбище города.
Яромерж имеет много зданий, построенных в конце 19-го и начале 20 веков. Ведущей достопримечательностью современной чешской архитектуры стало здание универмага, построенное в 1911 году по проекту известного архитектора Йозефа Гочара, где сейчас находятся городской музей и галерея.
Другие достопримечательности включают в себя Железнодорожный музей на главном вокзале.
Особое значение имеет город и крепость Йозефов. С 1780 до 1787 в соответствии с планами французских военных строителей было создано укрепление с подземными коридорами. Значительная часть весьма ветхих подземных переходов и укреплений была перестроена и в настоящее время доступна для публики. Посетители, идут через подземные переходы с восковыми свечами и с проводником. Йозефов с 1971 года был объявлен городским заповедником.
Среди многих других достопримечательностей можно выделить:
- Часовня св. Анны на Пражской окраине
- Калвария 1686 г. на улице Палацкого
- Статуя Яна Непомуцкого 1740 года на Гавличковой улице
- Статуя Яна Непомуцкого 1800 года на улице Цигелнах
- Часовня Святой Троицы на кладбище в Яромержи-4
- Распятие на каменном пьедестале
- Статуя святого Вацлава на колокольне святого Николая Чудотворца
- Городской бассейн (plavecký areál)

## Современное состояние города
С транспортной точки зрения Яромерж лежит на пересечении железных дорог регионального значения. Они находятся здесь на железнодорожной линии из трёх направлений — из Пардубице, Либерец и Трутнова. Направление важных железнодорожных линий пассажирских перевозок — это Либерец и Старая Пака, грузовой транспорт используется незначительно, за исключением регулярных поездов, которые поставляют уголь для отопления в Двур Кралове-над-Лабем.
Яромерж лежит на шоссе первого класса (I/33) дорог, включённое в международную сеть автомобильных дорог под номером E-67 — из Праги в польский город Вроцлав и далее через Варшаву и Минск на Москву. Постоянно растущее бремя международного транспортного потока является проблемой для города, потому что дорога делит его на 2 части. Эти проблемы также для городов Чешская Скалице и Наход. Решение этих проблем заключается в том, чтобы завершить строительство автомагистрали D-11 из Праги через Градец Кралове в Яромерж.
В городе также доступен в небольших объёмах спортивный аэропорт.
С точки зрения промышленного производства среди крупнейших и наиболее успешных компаний выделяются Jaroměřská Karsit, Tanex — пластмассы, Kimberly-Clark, JUTA Двур Кралове, ВК-Инвестиции.
В Яромерже 3 основных девятилетних школы: начальная школа, начальная школа на острове, в Йозефове — начальные школы, гимназия и средняя школа, и сельскохозяйственные школы.

## Население
| Год  | Численность | Численность |
| ---- | ----------- | ----------- |
| 1869 | 8653        | [ 5 ]       |
| 1880 | 13 257      | [ 5 ]       |
| 1890 | 13 805      | [ 5 ]       |
| 1900 | 14 050      | [ 5 ]       |
| 1910 | 14 992      | [ 5 ]       |
| 1921 | 7848        | [ 1 ]       |
| 1930 | 8883        | [ 1 ]       |
| 1950 | 12 034      | [ 1 ]       |
| 1961 | 11 825      | [ 1 ]       |
| 1970 | 11 483      | [ 1 ]       |
| 1980 | 12 046      | [ 5 ]       |
| 1991 | 12 557      | [ 5 ]       |
| 2001 | 12 921      | [ 5 ]       |
| 2012 | 12 619      |             |
| 2014 | 12 594      | [ 6 ]       |
| 2016 | 12 489      | [ 7 ]       |
| 2017 | 12 442      | [ 8 ]       |
| 2018 | 12 424      | [ 9 ]       |
| 2019 | 12 433      | [ 10 ]      |
| 2020 | 12 378      | [ 11 ]      |
| 2021 | 12 324      | [ 12 ]      |
| 2022 | 12 260      | [ 13 ]      |
| 2023 | 12 628      | [ 14 ]      |
| 2024 | 12 541      | [ 3 ]       |

## Города-побратимы
- Зембице (Польша)
- Уоррингтон (Великобритания)